# 1119 km (linia kolejowa Mojynty – Aktogaj)
1119 km (kaz. 1119 км, ros. 1119 км) – przystanek kolejowy w rejonie Aktogaj, w obwodzie karagandyjskim, w Kazachstanie. Położony jest na linii Mojynty – Aktogaj, na trasie Nowego Jedwabnego Szlaku. Leży wśród stepów, w oddaleniu od skupisk ludzkich.